# Mniszy Las
Mniszy Las (niem. Mönchshain) – wzniesienie w południowo-zachodniej części Gór Czarnych w Sudetach Środkowych o wysokości 572 m n.p.m.
Wzniesienie położone na północny wschód od Kobieli 583 m n.p.m. Stanowi kulminację bliźniaczą z Rzepiskiem 560 m n.p.m. Zasłania od północy część uzdrowiskową miasta Jedlina-Zdrój.